# Київський державний завод «Буревісник»
Київський державний завод «Буревісник» — підприємство оборонно-промислового комплексу України, яке спеціалізується на складному морському приладобудуванні, виготовленні й ремонті радіолокаційних систем, а також на виробництві високотехнологічної медичної апаратури, зокрема: Апаратів штучної вентиляції легенів (апаратів ШВЛ), стерилізаторів , медичного обладнання та спеціальних медичних меблів.
Входить до переліку підприємств, які мають стратегічне значення для економіки й безпеки України.

## Історія

### 1967—1991
Завод було засновано в 1967 році для виробництва складних радіолокаційних систем для суднобудівної промисловості СРСР. Вироблені заводом радіолокаційні системи спостереження використовувались практично на всіх флотах СРСР (й утворених після 1991 року флотах незалежних держав пострадянського простору).

### Після 1991
Після відновлення незалежності України завод став провідним підприємством України в галузі складного морського приладобудування.
В 1996—2002 роках на заводі було розроблено модернізований варіант радіолокаційної станції МР-244 «Екран», який отримав назву «Буревісник». В 2002 році на мисі Сарич в Криму розпочалися випробування РЛС, за результатами яких в 2006 році РЛС було прийнято на озброєння прикордонної служби України (двигуни для РЛС були виготовлені на одеському підприємстві «Електротехника — Нові технології»).
Всього в 2006 році державна прикордонна служба України закупила 20 радіолокаційних станцій «Буревісник-1» для берегових постів спостереження.
Станом на початок 2008 року, завод мав можливість:
- виготовляти радіолокаційні станції «Буревісник-1» для встановлення на морські судна й берегові пости спостереження[1]
- виготовляти високотехнологічну медичну апаратуру (апарати штучної вентиляції легенів, медичні парові стерилізатори), медичне обладнання, спеціальні медичні меблі[1]
- здійснювати ремонт й технічне обслговування радіолокаційної, навігаційної апаратури, а також медичного обладнання[1]

Крім того, до початку 2008 року завод продовжував розробляти на основі функціональної схеми РЛС «Буревісник-1» двучастотну радіолокаційну станцію «Буревісник-3» (рухомий варіант РЛС для виявлення малорозмірних об'єктів на шасі вантажного автомобіля). Однак з 2008 року завод практично припинив виробничу діяльність.
В 2010 році чистий дохід заводу склав 12 тис. гривень, чистий прибуток — 2,942 млн гривень, збитки — 3,344 млн гривень.
Після створення в грудні 2010 року державного концерну «Укроборонпром», відповідно до постанови Кабінету Міністрів України № 374 від 6 квітня 2011 року завод було включено до його складу.
До кінця серпня 2011 року заборгованість заводу з заробітної платні співробітникам підприємства складала 16,8 млн гривень.
30 листопада 2011 року господарський суд міста Києва порушив справу про банкротство заводу, розпорядником майна було призначено арбітражного керуючого. Ініціатором банкротства заводу виступило структурно виокремлений підрозділ «Енергозбут Київенерго» ВАТ «Київенерго».
В березні 2012 року державна фінансова інспекція виявила фінансові порушення в діяльності заводу в період від 1 квітня 2009 до 1 жовтня 2011 року — на загальну суму 15,478 млн гривень.
До травня 2012 року завод зайняв друге місце за розміром заборгованості серед усіх підприємств України, тільки заборгованість заводу з заробітної платні співробітникам підприємства склала майже 17 млн гривень.
На початку 2015 року, ДК «Укроборонпром» оголосив, що концерном прийнято рішення щодо збереження кадрового, науково-виробничого й технологічного потенціалу заводу, розпочато виплату заборгованості з заробітної платні й оптимізація персоналу — частина робітників була скорочена з дотриманням вимог трудового законодавства, частина — переведена до ДП НДІ «Квант», частина — залишена на «Буревіснику», щоб забезпечити виробничі процеси. Тим не менш, завод знаходився на межі закриття — підприємство працювало один день на тиждень, а заробітну платню співробітникам не виплачували протягом декількох місяців.

## Зовнішні посилання
- БУРЕВІСНИК, КИЇВСЬКИЙ ЗАВОД, ДП